# Вейлс (Массачусетс)
Вейлс (англ. Wales) — місто (англ. town) в США, в окрузі Гемпден штату Массачусетс. Населення — 1832 особи (2020).

## Демографія
Згідно з переписом 2010 року, у місті мешкало 1838 осіб у 736 домогосподарствах у складі 498 родин. Було 882 помешкання
Расовий склад населення:
| - 96,7 % — білих - 0,9 % — чорних або афроамериканців - 0,2 % — корінних американців - 0,2 % — азіатів |

До двох чи більше рас належало 1,5 %. Частка іспаномовних становила 1,6 % від усіх жителів.
За віковим діапазоном населення розподілялося таким чином: 21,9 % — особи молодші 18 років, 66,0 % — особи у віці 18—64 років, 12,1 % — особи у віці 65 років та старші. Медіана віку мешканця становила 42,7 року. На 100 осіб жіночої статі у місті припадало 102,6 чоловіків;  на 100 жінок у віці від 18 років та старших — 102,7 чоловіків також старших 18 років.
Середній дохід на одне домашнє господарство  становив 65 225 доларів США (медіана — 50 625), а середній дохід на одну сім'ю — 75 655 доларів (медіана — 61 300). Медіана доходів становила 53 000 доларів для чоловіків та 45 800 доларів для жінок. За межею бідності перебувало 5,7 % осіб, у тому числі 8,0 % дітей у віці до 18 років та 2,6 % осіб у віці 65 років та старших.
Цивільне працевлаштоване населення становило 925 осіб. Основні галузі зайнятості: освіта, охорона здоров'я та соціальна допомога — 24,4 %, роздрібна торгівля — 11,9 %, виробництво — 11,5 %.